# Lukas Graham
I Lukas Graham sono un gruppo musicale danese pop rock, soul e R&B formatosi nel 2011 e composto dal frontman Lukas "Graham" Forchhammer (cantante), dal quale deriva il nome della band, Mark "Lovestick" Falgren (batteria), Magnus "Magnùm" Larsson (basso) e Kasper Daugaard (tastiere).

## Storia

### 2011-2013: debutto conLukas Grahame altre attività
Hanno debuttato in Danimarca nel 2011 per l'etichetta discografica Copenhagen Records con il singolo Ordinary Things, che ha raggiunto la seconda posizione della classifica dei singoli. L'anno successivo hanno pubblicato il loro album di debutto omonimo Lukas Graham, che ha ottenuto un notevole successo piazzandosi al primo posto della classifica del loro paese d'origine rimanendoci per quindici settimane consecutive. La permanenza dell'album della classifica si è protratta per oltre quattro anni, rientrandoci periodicamente. L'album è stato promosso dai singoli Drunk in the Morning, Criminal Mind e Better Than Yourself (Criminal Mind Part 2), tutti di grande successo.
Nel 2013 hanno firmato un contratto con l'etichetta discografica Warner Music, che ha preparato il loro debutto internazionale.

### 2015-2017: secondo albumLukas Grahame altre attività
Nell'estate 2015 hanno pubblicato quindi il secondo album omonimo, uscito inizialmente nel nord Europa e in Danimarca dove ha raggiunto, come il precedente, la vetta della classifica di vendite. L'album è stato promosso da Mama Said e Strip No More, altri due grandi successi, mentre per il debutto internazionale del gruppo è stato scelto 7 Years, brano diffuso nelle radio alla fine del 2015. Anche in questo caso, il gruppo ha ottenuto un grande successo raggiungendo la vetta delle classifica di Australia, Nuova Zelanda, Austria, Belgio, Svezia, Danimarca e raggiungendo le prime posizioni in Italia, Norvegia, Finlandia, Paesi Bassi, Svizzera e Germania.

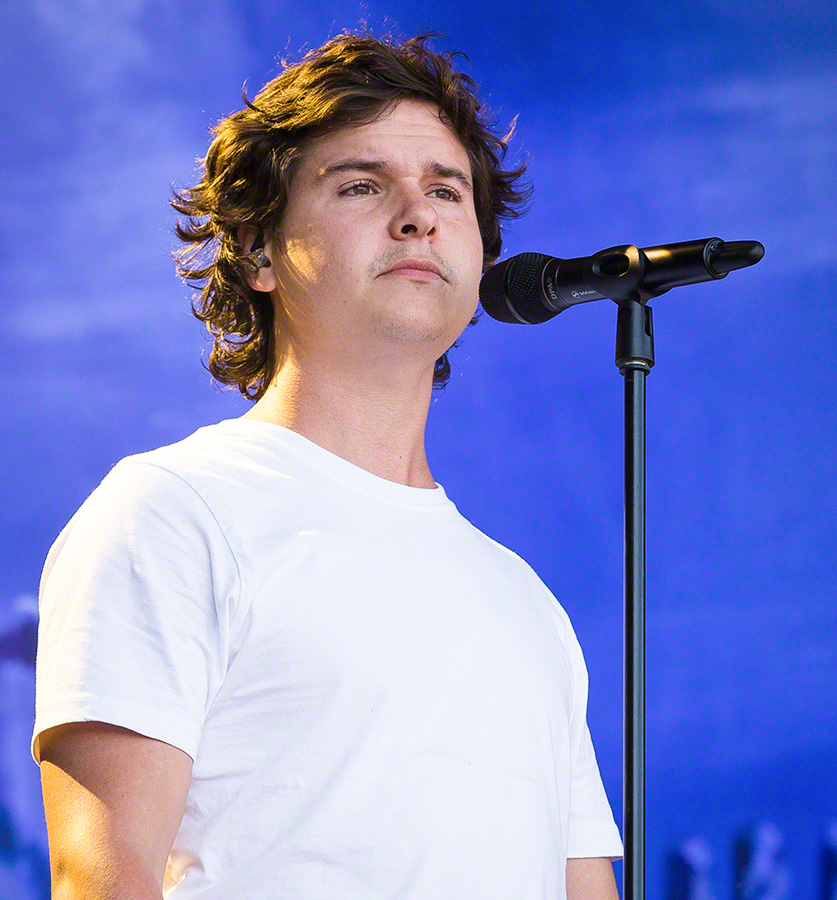
Lukas, il frontman del gruppo, in concerto al Stavernfestivalen 2016.

Il 16 maggio 2016 è stato pubblicato il quarto singolo You're Not There, mentre il 16 settembre successivo il quinto singolo Take the World by Storm. Tra il 2014 e il 2016 inoltre hanno collaborato con il DJ Hedegaard alla realizzazione del singolo Happy Home, poi con il gruppo hip hop Suspekt nel singolo Søndagsbarn e infine con Brandon Beal nel singolo Golden. Il 5 ottobre 2017 invece è stato pubblicato il singolo Off to See the World, colonna sonora del film My Little Pony.

### 2018-presente:3 (The Purple Album)e4 (The Pink Album)
Il 27 aprile 2018 hanno collaborato con Hennedub e Gilli al singolo Holder Fast.
Il 7 settembre 2018 è stato pubblicato il primo singolo Love Someone, mentre il 12 ottobre successivo il secondo singolo Not a Damn Thing Changed. Entrambi i singoli hanno anticipato il terzo album in studio 3 (The Purple Album), pubblicato il 26 ottobre successivo.
Nel 2019, i Lukas Graham ricominciano a pubblicare singoli, lanciando i brani Lie e Here For Christmas. Nel 2020, il gruppo pubblica i singoli Scars, Love Songs e Share The Love con G-Eazy. Successivamente collaborano con la cantante country Lauren Alaina nel brano What Do You Think Of e col rapper Wiz Khalifa in Where I'm From. Nel 2021 pubblicano i singoli No Evil e Happy for You. Nel 2022 pubblicano il singolo All of It All. Nel gennaio 2023 collaborano con Mickey Guyton nel singolo Home Movies, per poi pubblicare l'album 4 (The Pink Album) nella settimana successiva.

## Discografia

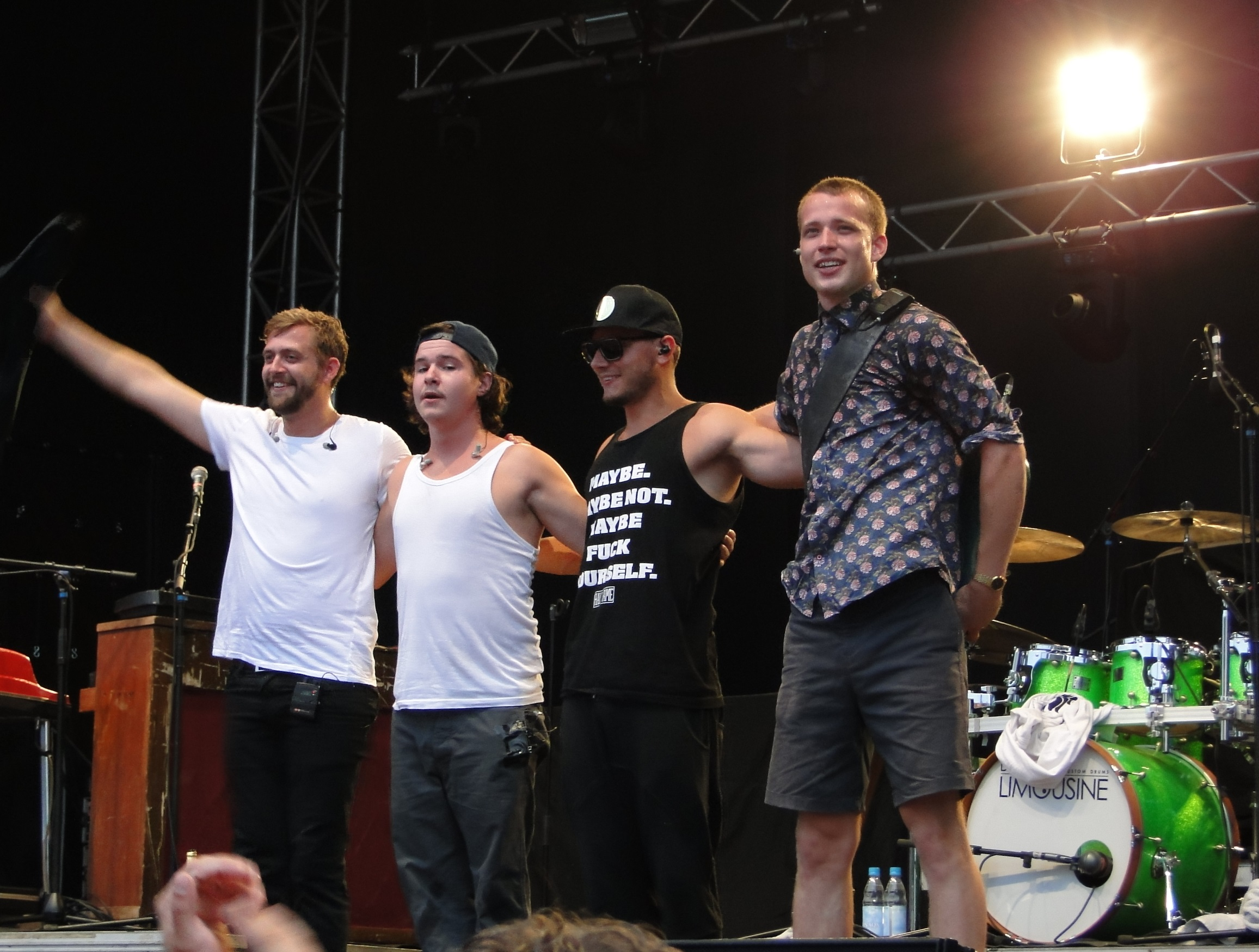
Il gruppo al termine di un concerto a Dresda nel 2013.

### Album in studio
- 2012 – Lukas Graham
- 2015 – Lukas Graham
- 2018 – 3 (The Purple Album)
- 2023 – 4 (The Pink Album)

### Singoli
- 2011 – Ordinary Things
- 2012 – Drunk in the Morning
- 2012 – Criminal Mind
- 2012 – Better Than Yourself (Criminal Mind Part 2)
- 2015 – Mama Said
- 2015 – Strip No More
- 2015 – 7 Years
- 2016 – You're Not There
- 2016 – Take the World by Storm
- 2017 – Off to See the World
- 2018 – Love Someone
- 2018 – Not a Damn Thing Changed
- 2019 – Lie
- 2019 – Here (For Christmas)
- 2020 – Scars
- 2020 – Love Songs
- 2020 – Share That Love (feat. G-Eazy)
- 2020 – Where I'm From (feat. Wiz Khalifa)
- 2021 – No Evil (feat. Branco)
- 2021 – Happy for You
- 2022 – All of It All
- 2023 – Home Movies (con Mickey Guyton)

### Collaborazioni
- 2014 – Happy Home (Hedegaard feat. Lukas Graham)
- 2015 – Søndagsbarn (Suspekt feat. Lukas Graham)
- 2016 – Golden (Brandon Beal feat. Lukas Graham)
- 2018 – Holder Fast (Hennedub feat. Gilli e Lukas Graham)
- 2020 – Tættere End Vi Tror (P3 feat. Tessa, Lukas Graham, Mads Langer, Jada, Benjamin Hav, Clara e Don Stefano)